# ZZ Leporis
ZZ Leporis är en vit stjärna och pulserande variabel  i stjärnbilden Haren. Den utgör centralstjärna i den planetariska nebulosan IC 418. Som sådan utgör den prototypstjärna för gruppen av ZZ Leporis-variabler (ZZLEP) ZZ Leporis-stjärnor är heta stjärnor av spektraltyp O med vätespäckade spektran och variationsperioder på timmar eller dygn.
Stjärnan har en visuell magnitud som varierar mellan +9,77 och 10,02 med en period av 0,27 dygn eller 6 timmar.